# Upad populacije
Upad populacije (včasih imenovano tudi depopulacija ali propadanje populacije) je zmanjšanje velikosti človeške populacije na določenem kraju. Dolgoročno, od prazgodovine do danes, je človeška populacija na Zemlji kumulativno raste; vendar trenutne projekcije kažejo, da se bo ta dolgoročni trend stalne rasti prebivalstva morda končal.
Do pričetka industrijske revolucije je svetovno prebivalstvo raslo zelo počasi. Po približno letu 1800 je nataliteta zrasla do maksimalno 2,09 procenta letnega prirasta v letih 1967–1969, od takrat pa se je zaradi svetovnega padca rodnosti do leta 2020 znižala na 1,05 %. Največji prirast v absolutnih številkah je bil leta 1988 z 92,9 milijona, leta 2020 pa je padel na 81,3 milijona. Dolgoročne projekcije o rasti človeške populacije na tem planetu kažejo še nadaljnje upadanje in da bo s koncem 21. stoletja pričela stagnirati. Primera tega nastajajočega trenda sta Japonska, katere prebivalstvo trenutno (2015–2020) upada z 0,2 % na leto, in Kitajska, katere prebivalstvo bi lahko pričelo upadati z letom 2027 ali prej. Z letom 2050 naj bi evropsko prebivalstvo pričelo upadati z 0,3 % na leto.
Rast prebivalstva se je zmanjšala predvsem zaradi nenadnega padca svetovne natalitete, s 5,0 leta 1960 na 2,3 leta 2020. Zmanjšanje natalitete je prizadelo ves svet in je posledica demografske tranzicije. Da država obdrži svoje prebivalstvo (brez upoštevanja migracij) zahteva minimalno nataliteto z 2,1 otroka na žensko (število je nekoliko večje od 2, ker vsi otroci ne dočakajo odrasle dobe). Vendar skoraj vse družbe doživijo drastičen padec natalitete, ko postanejo bogatejše. Težnjo žensk v bogatejših državah, da imajo manj otrok, pripisujejo različnim razlogom, kot so nižja umrljivost dojenčkov in manjši potrebi po otrocih kot viru družinskega dela ali pokojnini, kar oboje zmanjšuje skupno število otrok. Pogosto se navaja tudi boljši izobrazba mladih žensk, ki širi njihove zaposlitvene možnosti.
Možne posledice dolgoročnega upada nacionalnega prebivalstva so lahko neto pozitivne ali negativne. Če lahko država poveča produktivnost svoje delovne sile hitreje, kot njeno prebivalstvo upada, so lahko rezultati neto pozitivni v smislu njenega gospodarstva, kakovosti življenja in okolja. Če ne more povečati produktivnosti delovne sile hitreje od upada prebivalstva, so lahko rezultati negativni.
Nacionalna prizadevanja za soočanje z upadanjem prebivalstva so bila doslej osredotočena na možne negativne gospodarske posledice, kot ukrep so države poskušale izboljšati velikost in produktivnost delovne sile.